# جایزه امی ساعات پربیننده برای نویسندگی مجموعه کمدی
جایزه امی ساعات پربیننده برای نی کمدی منظم را تشخیص می‌دهد، که بیشتر آنها را می‌توان به‌طور کلی کمدی‌های موقعیت توصیف کرد. اولین بار در سال ۱۹۹۵ این جایزه به عنوان محتوای کمدی شگفت‌انگیز منتشر شد

## مجموع جوایز کسب شده توسط شبکه‌ها
| - سی‌بی‌اس – ۲۲ - ان‌بی‌سی – ۱۹ - ای‌بی‌سی – ۷ - فاکس – ۵ | - اف‌اکس – ۲ - اچ‌بی‌او – ۲ - نتفلیکس – ۲ - پرایم ویدئو – ۲ - پاپ تیوی – ۱ |